# Kanshiram Nagar (distrikt)
Kanshiram Nagar (hindi: कांशीराम नगर ज़िला, urdu: کنشی رام نگر ضلع) er et distrikt i den indiske delstat Uttar Pradesh. Distriktets hovedstad er Kasganj. Distriktet blev dannet 15. april 2008 ved at tehsilerne Kasganj, Patiali og Sahawar blev skilt fra Etah. 

## Demografi
Ved folketællingen i 2011 var der 1,438,156 indbyggere i distriktet, mod 1,228,705 i 2001. Den urbane befolkningen udgør 20,05 % af befolkningen.
Børn i alderen 0 til 6 år udgjorde 17,03 % i 2011 mod 20,22 % i 2001. Antallet af piger i den alder per tusinde drenge er 905 i 2011.